# Metilia amazonica
Espèce
Metilia amazonica est une espèce d'insectes, de  l'ordre des Mantodea, de la famille des Acanthopidae, de la sous-famille des Acanthopinae et de la tribu des Acanthopini.

## Dénomination
- Cette espèce a été décrite par l'entomologiste autrichien Max Beier en 1930[1].

## Répartition
Cette mante se retrouve au Brésil (Bassin de l'Amazone) et en Guyane.